# Ober-Ramstadt
Ober-Ramstadt è una città tedesca di 15 252 abitanti,, situata nel Land dell'Assia.

## Amministrazione

### Gemellaggi
- Cogoleto
- Vermezzo con Zelo
- Pragelato
- Saint-André-les-Vergers